# Kriston Endre
Kriston Endre (Kemecse, 1877. április 15. – Eger, 1960. május 3.) magyar katolikus pap, egri segédpüspök, vértanú.

## Pályafutása
Kisnemesi család első gyermekeként született. Az elemi iskolát szülőfalujában végezte, a középiskolát Egerben, a ciszterci rend főgimnáziumában, ahol 1895-ben érettségizett. Még ebben az évben felvételt nyert az egri szemináriumba, áldozópappá 1899. augusztus 23-án szentelték. 1903-ban teológiai doktorátust szerzett.

### Papi szolgálata
Felszentelése után alig egy évig Kálban teljesített kápláni szolgálatot. Innen főpásztora Egerbe hívta, ahol a főszékesegyház karkáplánja lett, és hitoktatói feladatot is ellátott. 1901. október 21-től 1902. június végéig a főszékesegyház hitszónoka volt. Ekkor Samassa József bíboros-érsek udvari káplánjának hívta. Ettől kezdve haláláig központi szolgálatot látott el, miközben egyre magasabb funkciók ellátásával bízták meg főpásztorai. 1905. július 5-én főpásztorának segédtitkára lett, ellátta az irodai aljegyzői teendőket, sőt a levéltárat is vezette. 1909. április 19-től érseki másodtitkár, 1910. december 14-től főszentszéki jegyző, és az év december 23-tól már érseki első titkár lett. Addigi hűséges és eredményes udvari szolgálata jutalmául 1914. február 18-án megkapta a pápai kamarási címet. 1917. szeptember 3-án tagja lett a kanonoki testületnek. Ilyen minőségben került október 11-én az érseki iroda élére.
Az 1918–1919-es forradalmak időszakában rendkívüli állhatatosságot tanúsított. Állandóan főpásztora, Szmrecsányi Lajos mellett tartózkodott. 1919. április végén, amikor érsekét a Magyarországi Tanácsköztársaság helyi vezetői letartóztatták és elhurcolták Egerből, vállalta az életveszélyt is. Az egri direktórium vezetője ultimátumot intézett a város lakosságához, hogy augusztus 2-án kivégeztet minden papot, szerzetest és apácát, ha legalább ötezer ember nem kéri aláírásával az életben hagyásukat. Az aláírásgyűjtés megkezdődött, ám az aláírásokkal teli íveket, melyeket a hívők nappal összegyűjtöttek, a direktórium tagjai éjjel megsemmisítették. Az aláírásgyűjtés ellenére mégis több papot tartóztattak le a kommunisták. 1919. június végén Kriston Endre levelet kapott a direktóriumtól, amely arra kérte fel, hogy a rászorulóknak élelmiszer-osztásban segédkezzen. A levél természetesen csapda volt, a segélyosztás megbeszélése helyett Kristont egy kaszárnyába (az egri várba) vitték, ahol súlyosan bántalmazták, és hónapokig fogva tartották. Lélekjelenléte a börtönben sem hagyta el. Bár ő maga is szenvedett, rabtársai lélekben való megerősítésén fáradozott.

### Püspöki pályafutása
Szmrecsányi Lajos Kriston hűséges helytállását élete végéig nem felejtette el. Ennek megnyilvánulása volt hogy előterjesztésére 1923. augusztus 23-án gerazai címzetes püspökké és Egri segédpüspökké nevezték ki. Szeptember 30-án szentelték püspökké. 1930-ban Csekó Gábor halála után őt nevezték ki nagyprépostnak, a főkáptalan fejének. Ilyen minőségben tagja lett a felsőháznak 1931-től 1944-ig. Segédpüspökként szinte minden évben bérmakörúton volt, és társszentelőként közreműködött 1937-ben Meszlényi Zoltán, 1939-ben Dudás Miklós és Madarász István, 1942-ben Pétery József és 1950-ben Endrey Mihály püspökszentelésén. 1938. július 4-én a Szent István-év alkalmából Egerbe érkező Szent Jobb előtt mondott imát.
1943. január végén Szmrecsányi Lajos érsek halála után káptalani helynök, majd általános helynök lett, s az új főpásztor, Czapik Gyula kinevezéséig ő lett az egyházmegye első embere. Levéltári források szerint 1939-ben Czapik Gyula és Apor Vilmos mellett harmadik helyen szerepelt a Veszprémbe, 1940-ben Luttor Ferenc és Apor mellett második helyen a Győrbe, 1942-ben Glattfelder Gyula mellett második helyen a Kalocsára jelölt püspökök között.
Kriston püspök életét évtizedeken keresztül a szakadatlan hűséges szolgálat, a jó cselekedetek sorozata töltötte ki. Éppen ezért keltett nagy megdöbbenést országszerte, hogy 1945. május elején, sajtó útján elkövetett háborús uszítással vádolva a helybeli rendőrség államvédelmi osztályára idézték, majd a várban lévő internáló táborba kísérték, ahol egyik éjjel az őrök eszméletlenre verték. A bűntett bizonyítékául főként az egyik 1943-ban kelt pásztorlevelét hozták fel, amely részlegesen az egri helyi sajtóban is megjelent, és amelyben állítólag buzdított a háború folytatására Németország oldalán. A letartóztatás híre eljutott az Ideiglenes Nemzeti Kormányig, Rákosi Mátyás pártvezetőig és személyesen a pápáig. Az igaztalan vádakból nagy botrány kerekedett, ezért Kriston püspököt május 28-án szabadon engedték.
Ezután csendes visszavonultságban, a bántalmazások miatt kialakult egészségi problémáktól küszködve élt előbb az egri szeminárium, majd az érseki palota épületében haláláig. 1960. május 3-án hunyt el, búcsút május 7-én vettek tőle az egri főszékesegyházban. Földi maradványait a Grőber-temetőben lévő családi sírboltba, szülei mellé helyezték. Innen koporsóját évtizedek múlva kivették, s a Bazilika kriptájába temették.

## Emlékezete
Szülővárosában, Kemecsén példaértékűen őrzik a vértanú püspök emlékét. A 2012. március 3-án megrendezett helytörténeti konferenciát Kriston Endre személyének szentelték, augusztus 19-én pedig könyv is megjelent Kriston Endre, a hűség püspöke címmel, kemecsei helytörténészek gondozásában. 

## Művei
Kriston Endre írói munkássága jelentős. Egy ideig ő volt az 1875-ben alapított Egri Egyházmegyei Irodalmi Egyesület elnöke is. Agriensis álnéven publikált a helyi sajtóban és több erkölcsnemesítő könyve jelent meg az Egri Népkönyvtár sorozatban. Írásainak ennek ellenére csupán töredéke lelhető fel a magyarországi közgyűjteményekben. 
- Emlékezések az Egri Irodalmi Egyesület megalakulásáról. 1875; Lyceumi Nyomda, Eger, 1907
- A két Daru testvér; Liceumi Nyomda, Eger, 1912 (Egri népkönyvtár. Új folyam) (szlovák és német nyelven is; Peter und Hans Kranich, Eger, 1914)
- Patkó Pista; Szent István Társulat, Budapest, 1912 (Jutalomkönyv)
- Puskás kántor úr levelei a harctérről; Élet, Budapest, 1914 (Tábori levelek)
- A harcos levele gyermekeihez; Élet, Budapest, 1914 (Tábori levelek)
- Aggódó lélekkel...; Szent István Társulat, Budapest, 1915 (Népiratkák)
- A kesergők leckéje; Érseki Liceumi Nyomda, Eger, 1916 (Egri népkönyvtár. Új folyam)
- A beszélő madár. Elbeszélés a nagy háború idejéből; Szent István Társulat, Budapest, 1918 (Népiratkák)
- Emberfészkek; Korda, Budapest, 1935 (Ébresztő írások)[2]